# Dammarie-en-Puisaye
Dammarie-en-Puisaye ist eine französische Gemeinde mit 173 Einwohnern (Stand: 1. Januar 2022) im Département Loiret in der Region Centre-Val de Loire. Sie gehört zum Kanton Gien im Arrondissement Montargis. Die Einwohner werden Dammariens genannt.

## Geographie
Dammarie-en-Puisaye liegt etwa 70 Kilometer ostsüdöstlich von Orléans im Weinbaugebiet des Coteaux du Giennois. Umgeben wird Dammarie-en-Puisaye von den Nachbargemeinden Ouzouer-sur-Trézée im Norden und Westen, Breteau im Norden und Nordosten, Champoulet im Osten, Batilly-en-Puisaye im Süden und Osten, Bonny-sur-Loire im Süden und Südwesten sowie Ousson-sur-Loire im Nordwesten.

## Bevölkerungsentwicklung
| Jahr                       | 1962 | 1968 | 1975 | 1982 | 1990 | 1999 | 2006 | 2018 |
| Einwohner                  | 279  | 236  | 206  | 176  | 181  | 155  | 164  | 173  |
| Quellen: Cassini und INSEE |      |      |      |      |      |      |      |      |

## Sehenswürdigkeiten

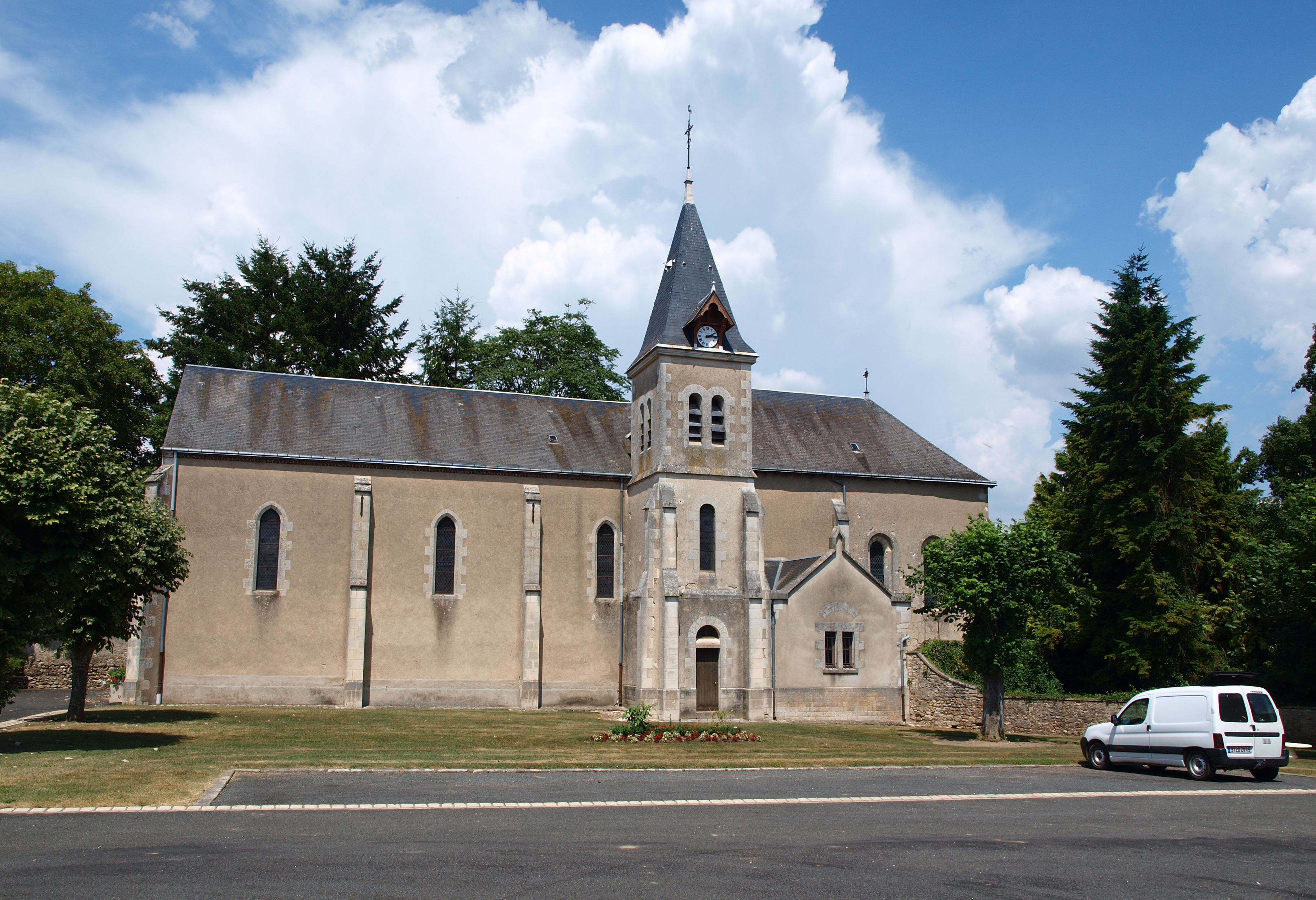
Kirche Sainte-Marie-Madeleine
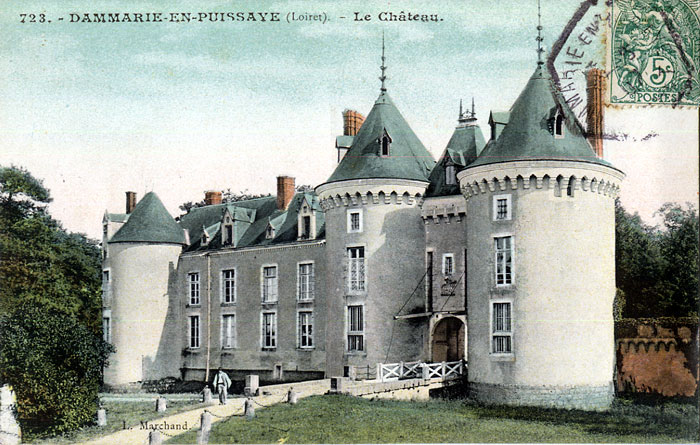
Schloss Dammarie, seit 1987 Monument historique
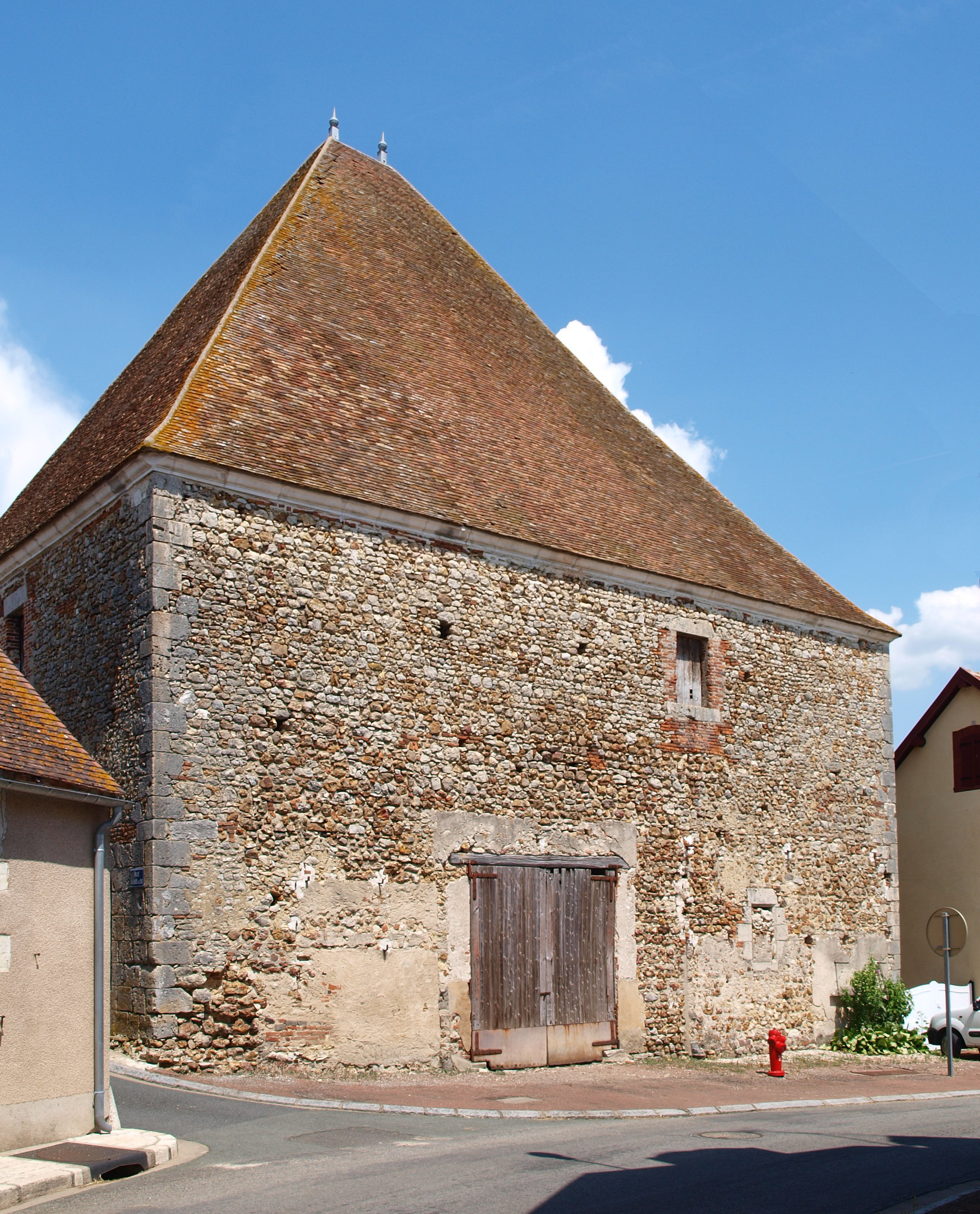
Zehntscheune

- Kirche Sainte-Marie-Madeleine
- Schloss Dammarie
- Zehntscheune